# Cormeilles-en-Parisis
Cormeilles-en-Parisis egy község Franciaországban. Lakosainak száma 27 086 fő (2022. január 1.).

## Földrajza
Cormeilles-en-Parisis Montigny-lès-Cormeilles, Argenteuil, Maisons-Laffitte, Sartrouville, Franconville, La Frette-sur-Seine és Sannois községekkel határos.